# 아나야마 가쓰치요
아나야마 가쓰치요/다케다 노부하루(일본어: 穴山勝千代 あなやま かつちよ[*], 武田信治 たけだ のぶはる[*], 겐키 3년(1572년) ~ 덴쇼 15년(1587년 7월 12일))는 아즈치모모야마 시대의 무장이다. 아나야마 노부타다(바이세쓰)의 적남이며, 다케다 신겐의 외손이다. 가이 다케다씨 당주.

## 출신
아나야마씨는 가이 남부의 가와치령을 다스리는 국인 영주로, 스루가의 이마가와씨에 속해 다케다씨와 싸우고 있었지만, 가쓰치요의 조부·신토모기에는 다케다씨에게 복속한다. 할아버지 노부토모와 아버지 아나야마 노부군은 다케다 가문의 일문중이 된다. 노부토모로부터 가쓰치요까지의 3대에 걸쳐 가와치요에 있어서의 발급 문서가 집중되어 있어, 이 시기에 영국 지배가 있었다. 또, 에이로쿠 11년(1568년)에는 다케다씨의 스루가 침공에 수반해, 신군이 본령인 가와치령 외 스루가의 에지리령을 영해, 대치하는 오다·도쿠가와 세력과의 전선에 있었다.

## 생애
겐키 3년(1572년), 아나야마 노부타다의 적남으로서 시모야마칸(미노부쵸 시모야마)에서 탄생. 사이온지 소장의 가쓰치요 화상에는 엔조인(난부초 난부) 주지에 의한 찬문이 있어, 어릴 때부터 폭넓은 교양을 몸에 익혀 노부군의 후계로서 길러졌다고 한다.
『무덕편년집성』에 따르면 덴쇼 8년(1580년)에 부친의 출가에 즈음하여 가독을 물려받아 아나야마 가문의 당주가 되었고, 덴쇼 7년(1579년) 2월과 12월에 신지 명의로 3점의 주인장이 발부되었지만 어린 시절이기 때문에 실권은 우메유키가 쥐고 있었다고 여겨진다. 다음 덴쇼 9년에는 다케다 가쓰요리의 딸과의 약혼이 파기되었지만, 「고요군감」에 의하면 이것이 신군 이반의 한 요인이 되었다고 한다. 단지, 노부군은 배반 시에, 다케다씨의 이름을 남기는 것을 조건으로 하고 있어 다케다씨의 당주를 신지(가쓰치요)로 하는 것으로, 오다 노부나가·도쿠가와 이에야스의 승낙을 얻고 있었다.
덴쇼 10년(1582년), 노부군은 미카와의 도쿠가와 이에야스와 통해 동년 3월의 오다·도쿠가와 연합군의 다케다령 침공에 즈음하여 다케다씨로부터 이반해, 전후에 본령에서 안도 당하지만, 동년 6월의 혼노지의 변(本能寺の変)에 즈음하여 가미가타에서 횡사했다. 가쓰치요는 정식으로 아나야마가의 당주가 된다. 우메유키와 다른 행동을 취해 구사일생으로 살아난 도쿠가와 이에야스는 미카와로 돌아오면, 가와치요와 가쓰치요를 보호하기 위해 오카베 마사쓰나를 파견하고, 아나야마씨는 도쿠가와씨의 종속 하에 놓이게 된다. 그 후 다케다 유령을 둘러싸고 도쿠가와씨와 사가미의 후호조씨가 다투었던 덴쇼 임오의 난(天正壬午の乱)에서 가와치 영은 도쿠가와씨에 의해 억제되었고, 아나야마 가신도 도쿠가와 가신으로 다케다 유신의 회유에 근무하고 있다.
동년 8월에 가쓰치요는 이에야스로부터 가와치령과 에지리령외 스루가 산서쪽과 하토스즈(현재 시즈오카현 후지노미야시)에서 안도당했다. 에지리성번에는 혼다 시게쓰구, 마쓰다이라 이에타다, 아마노 야스카게 등이, 가와치령은 스가누마 사다마사가 수비하고 있으며, 정무는 도쿠가와 가신단(徳川家臣團)에 의해 수행되고 있었다고 여겨진다. 가쓰치요 시대의 문서는 23통(유년호 19, 무년호 4)이지만 신군기의 지배를 확인하는 계목 안도문서가 대부분이어서 신군기의 안정적 지배를 지속하기를 바랐던 이에야스의 의향이 지적되고 있다.
덴쇼 15년(1587년)에는 포창(疱瘡, 천연두 질병)에 의해 사망, 향년 16세. 사자가 없었기 때문에 혈산가는 단절되었다. 이에야스는 그 후, 자신의 5남인 노부요시에게 타케다(아나야마) 가문의 이름을 잇게 했다. 묘소인 사이온지(最恩寺)에는 노부하루의 초상화(기누모토 착색 아나야마 가쓰치요 화상, 야마나시현 지정문화재)도 소장되어 있다.

## 참고 문헌
- 구로다 모토키「아나야마씨의 카와치료 지배」『야마나시현사』제8장 제5절 (黒田基樹「穴山氏の河内領支配」『山梨県史』第八章第五節)
- 사토 하치로「도미자와정 후쿠시 사이온지 소장 아나야마 가쓰치요 화상 처치기」 가이로 창립 30주년 기념 논문집 야마나시 향토 연구회, 1969년. (佐藤八郎 「富沢町福士最恩寺所蔵穴山勝千代画像始末記」 『甲斐路 創立三十周年記念論文集』 山梨郷土研究会、1969年。)
- 스도 시게키 「가이 다케다씨의 멸망과 아나야마씨-아나야마 가쓰치요 타카」 「가이로」 제 67호, 1989년. (須藤茂樹「甲斐武田氏の滅亡と穴山氏-穴山勝千代孝」『甲斐路』第67号、1989年。)
- 시바 히로유키 「도쿠가와 영국하의 아나야마 다케다씨」 「전국·오리토요시대 다이묘 도쿠가와씨의 영국 지배」이와타서원, 2014년. (柴裕之「徳川領国下の穴山武田氏」『戦国・織豊期大名徳川氏の領国支配』岩田書院、2014年。)

| 전임 아나야마 노부타다 | 제8대 가이 아나야마가 당주 1580년 ~ 1587년 | 후임 단절 |

| 전임 다케다 노부카쓰 | 제22대 가이 다케다가 당주 1582년 ~ 1587년 | 후임 다케다 노부요시 |